# Fussball-Club Rot-Weiß Erfurt 2011-2012
Questa voce raccoglie le informazioni riguardanti il Fussball-Club Rot-Weiß Erfurt nelle competizioni ufficiali della stagione 2011-2012.

## Stagione
Nella stagione 2011-2012 il Rot Weiss Erfurt, allenato da Stefan Emmerling, concluse il campionato di 3. Liga al 5º posto.

## Rosa
| N. |                     | Ruolo | Calciatore       |
| -- | ------------------- | ----- | ---------------- |
| 1  | Germania (bandiera) | P     | Andreas Sponsel  |
| 2  | Germania (bandiera) | D     | Rudolf Zedi      |
| 4  | Belgio (bandiera)   | D     | Bernd Rauw       |
| 5  | Libano (bandiera)   | D     | Joan Oumari      |
| 6  | Germania (bandiera) | C     | Denis Weidlich   |
| 7  | Germania (bandiera) | D     | Igor Jovanović   |
| 8  | Francia (bandiera)  | A     | Smail Morabit    |
| 9  | Germania (bandiera) | A     | Gaetano Manno    |
| 10 | Germania (bandiera) | A     | Marcel Reichwein |
| 11 | Germania (bandiera) | A     | Serge Yohoua     |
| 13 | Francia (bandiera)  | C     | Julien Humbert   |
| 14 | Germania (bandiera) | C     | Kevin Möhwald    |
| 15 | Germania (bandiera) | D     | Matthias Rahn    |
| 16 | Germania (bandiera) | A     | Dominick Drexler |
| 17 | Ghana (bandiera)    | D     | Phil Ofosu-Ayeh  |

| N. |                        | Ruolo | Calciatore            |
| -- | ---------------------- | ----- | --------------------- |
| 18 | Germania (bandiera)    | A     | Tobias Ahrens         |
| 20 | Germania (bandiera)    | P     | Marcus Rickert        |
| 21 | Germania (bandiera)    | C     | Fabian Paradies       |
| 22 | Germania (bandiera)    | C     | Nils Pfingsten-Reddig |
| 23 | Germania (bandiera)    | C     | Marco Engelhardt      |
| 24 | Germania (bandiera)    | A     | Jonas Nietfeld        |
| 26 | Germania (bandiera)    | D     | Thomas Ströhl         |
| 29 | Inghilterra (bandiera) | D     | Rhys Tyler            |
| 30 | Germania (bandiera)    | C     | Olivier Caillas       |
| 35 | Germania (bandiera)    | D     | Til Schwarz           |
| 36 | Germania (bandiera)    | C     | Patrick Göbel         |
| 37 | Germania (bandiera)    | A     | Sebastian Hauck       |
| 38 | Germania (bandiera)    | D     | Tom Bertram           |
| 39 | Germania (bandiera)    | C     | Maik Baumgarten       |
| 39 | Germania (bandiera)    | A     | Hans Oeftger          |

## Organigramma societario
Area tecnica
- Allenatore: Stefan Emmerling
- Allenatore in seconda:
- Preparatore dei portieri:
- Preparatori atletici:

## Calciomercato

### Sessione estiva
| Acquisti | Acquisti        | Acquisti         | Acquisti |
| R.       | Nome            | da               | Modalità |
| -------- | --------------- | ---------------- | -------- |
| D        | Igor Jovanović  | Babelsberg       |          |
| A        | Gaetano Manno   | Paderborn        |          |
| A        | Smail Morabit   | SF Köllerbach    |          |
| D        | Phil Ofosu-Ayeh | SV Wilhelmshaven |          |
| D        | Joan Oumari     | Babelsberg       |          |
| D        | Bernd Rauw      | Union Berlino    |          |
| P        | Marcus Rickert  | SV Wilhelmshaven |          |
| A        | Serge Yohoua    | Ingolstadt 04 II |          |

| Cessioni | Cessioni           | Cessioni             | Cessioni |
| R.       | Nome               | a                    | Modalità |
| -------- | ------------------ | -------------------- | -------- |
| D        | Christopher Handke | Germania Halberstadt |          |
| C        | Martin Hauswald    | Eintracht Treviri    |          |
| P        | Jonas Heidrich     | Wacker Nordhausen    |          |
| A        | Toni Juraschek     | Rot-Weiß Erfurt II   |          |
| D        | Dennis Malura      | Monaco 1860          |          |
| D        | Jens Möckel        | Dinamo Dresda        |          |
| P        | Dirk Orlishausen   | Karlsruhe            |          |
| A        | Chhunly Pagenburg  | Eintracht Treviri    |          |
| A        | Tino Semmer        | Hansa Rostock        |          |

### Sessione invernale
| Acquisti | Acquisti | Acquisti | Acquisti |
| R.       | Nome     | da       | Modalità |
| -------- | -------- | -------- | -------- |

| Cessioni | Cessioni       | Cessioni           | Cessioni |
| R.       | Nome           | a                  | Modalità |
| -------- | -------------- | ------------------ | -------- |
| D        | Igor Jovanović | Rot-Weiß Erfurt II |          |

## Risultati

### 3. Liga

#### Girone di andata
| Arbitro: | Gräfe |

|                                                      |           |  |
| Oumari 30’ Pfingsten-Reddig 50’ (rig.) Reichwein 71’ | Marcatori |  |

| Arbitro: | Siebert |

|                                       |           |  |
| Kauffmann 62’ Grossert 72’ Nelson 87’ | Marcatori |  |

| Arbitro: | Stein |

|           |           |  |
| Manno 72’ | Marcatori |  |

| Arbitro: | Dietz |

|                    |           |  |
| Benyamina 58’, 59’ | Marcatori |  |

| Erfurt 16 agosto 2011, ore 18:30 CEST 5ª giornata | Rot-Weiß Erfurt | 0 – 0 referto | Osnabrück | Steigerwaldstadion (5 972 spett.)\| Arbitro: \| Blos \| |
| Arbitro:                                          | Blos            |               |           |                                                         |

| Arbitro: | Leicher |

|                      |           |  |
| Sauter 57’ Grech 68’ | Marcatori |  |

| Arbitro: | Hartmann |

|                           |           |  |
| Reichwein 31’ Caillas 79’ | Marcatori |  |

| Bielefeld 10 settembre 2011, ore 14:00 CEST 8ª giornata | Arminia Bielefeld | 0 – 0 referto | Rot-Weiß Erfurt | SchücoArena (7 303 spett.)\| Arbitro: \| Beitinger \| |
| Arbitro:                                                | Beitinger         |               |                 |                                                       |

| Arbitro: | Seidel |

|                        |           |                          |
| Caillas 9’ Morabit 51’ | Marcatori | 15’ Janjić 52’ Wohlfarth |

| Arbitro: | Siebert |

|                   |           |                                         |
| Kurz 4’ Klauß 13’ | Marcatori | 34’ Bertram 45’ (rig.) Pfingsten-Reddig |

| Arbitro: | Jablonski |

|                    |           |             |
| Löning 24’ Ulm 48’ | Marcatori | 16’ Caillas |

| Arbitro: | Schmickartz |

|                         |           |                            |
| Zedi 28’ Manno 45’, 60’ | Marcatori | 52’, 67’ Senesie 90’ Adler |

| Arbitro: | Kempter |

|  |           |                                        |
|  | Marcatori | 10’ Oumari 81’ (rig.) Pfingsten-Reddig |

| Arbitro: | Valentin |

|               |           |           |
| Reichwein 37’ | Marcatori | 38’ Kluft |

| Arbitro: | Leicher |

|  |           |            |
|  | Marcatori | 6’ Drexler |

| Erfurt 5 novembre 2011, ore 14:00 CET 16ª giornata | Rot-Weiß Erfurt | 0 – 0 referto | Kickers Offenbach | Steigerwaldstadion (6 441 spett.)\| Arbitro: \| Cortus \| |
| Arbitro:                                           | Cortus          |               |                   |                                                           |

| Arbitro: | Sönder |

|            |           |                                     |
| Tunjić 21’ | Marcatori | 55’ Drexler 64’ Reichwein 68’ Manno |

| Erfurt 25 novembre 2011, ore 19:40 CET 18ª giornata | Rot-Weiß Erfurt | 0 – 0 referto | Chemnitz | Steigerwaldstadion (9 611 spett.)\| Arbitro: \| Christ \| |
| Arbitro:                                            | Christ          |               |          |                                                           |

| Arbitro: | Ittrich |

|  |           |               |
|  | Marcatori | 56’ Reichwein |

#### Girone di ritorno
| Arbitro: | Meyer |

|            |           |  |
| Hähnge 90’ | Marcatori |  |

| Arbitro: | Dietz |

|                                           |           |                                                  |
| Pfingsten-Reddig 15’ (rig.) Reichwein 48’ | Marcatori | 34’ Makarenko 54’ (rig.), 75’ (rig.) Stroh-Engel |

| Arbitro: | Göpferich |

|         |           |             |
| Ayık 6’ | Marcatori | 13’ Morabit |

| Arbitro: | Metzen |

|                               |           |          |
| Morabit 5’ Reichwein 23’, 88’ | Marcatori | 83’ Vier |

| Arbitro: | Kampka |

|                           |           |                                                     |
| Glockner 15’ Kachunga 34’ | Marcatori | 57’ Morabit 68’ Caillas 85’ (rig.) Pfingsten-Reddig |

| Arbitro: | Leicher |

|  |           |            |
|  | Marcatori | 8’ Cidimar |

| Arbitro: | Brand |

|          |           |               |
| Heil 38’ | Marcatori | 33’ Reichwein |

| Arbitro: | Beitinger |

|               |           |              |
| Reichwein 70’ | Marcatori | 57’ Agyemang |

| Arbitro: | Sönder |

|  |           |                |
|  | Marcatori | 25’ Engelhardt |

| Arbitro: | Osmers |

|                         |           |                             |
| Morabit 41’ Drexler 54’ | Marcatori | 44’ Schlauderer 45’ Laurito |

| Arbitro: | Dittrich |

|                              |           |                       |
| Reichwein 17’, 25’, 36’, 90’ | Marcatori | 50’ Löning 81’ Fießer |

| Arbitro: | Fischer |

|             |           |            |
| Senesie 40’ | Marcatori | 4’ Morabit |

| Arbitro: | Kunzmann |

|             |           |           |
| Drexler 79’ | Marcatori | 31’ Wurtz |

| Arbitro: | Dietz |

|                                 |           |                            |
| Kühne 20’ Siegert 48’ Kluft 57’ | Marcatori | 18’ Reichwein 63’ Weidlich |

| Arbitro: | Grudzinski |

|                        |           |  |
| Drexler 2’ Morabit 82’ | Marcatori |  |

| Arbitro: | Willenborg |

|                          |           |  |
| Vogler 34’ Rathgeber 83’ | Marcatori |  |

| Arbitro: | Thomsen |

|                                   |           |            |
| Reichwein 2’ Pfingsten-Reddig 65’ | Marcatori | 45’ Hefele |

| Arbitro: | Stegemann |

|  |           |                          |
|  | Marcatori | 2’ Drexler 16’ Reichwein |

| Arbitro: | Petersen |

|                                   |           |  |
| Morabit 36’, 61’ Drexler 52’, 85’ | Marcatori |  |

## Statistiche

### Statistiche di squadra
| Competizione | Punti | In casa | In casa | In casa | In casa | In casa | In casa | In trasferta | In trasferta | In trasferta | In trasferta | In trasferta | In trasferta | Totale | Totale | Totale | Totale | Totale | Totale | DR  |
| Competizione | Punti | G       | V       | N       | P       | Gf      | Gs      | G            | V            | N            | P            | Gf           | Gs           | G      | V      | N      | P      | Gf     | Gs     | DR  |
| ------------ | ----- | ------- | ------- | ------- | ------- | ------- | ------- | ------------ | ------------ | ------------ | ------------ | ------------ | ------------ | ------ | ------ | ------ | ------ | ------ | ------ | --- |
| 3. Liga      | 59    | 19      | 8       | 9       | 2       | 33      | 18      | 19           | 7            | 5            | 7            | 21           | 23           | 38     | 15     | 14     | 9      | 54     | 41     | +13 |
| Totale       | 59    | 19      | 8       | 9       | 2       | 33      | 18      | 19           | 7            | 5            | 7            | 21           | 23           | 38     | 15     | 14     | 9      | 54     | 41     | +13 |

### Andamento in campionato
| Giornata  | 1 | 2 | 3 | 4  | 5 | 6  | 7  | 8  | 9  | 10 | 11 | 12 | 13 | 14 | 15 | 16 | 17 | 18 | 19 | 20 | 21 | 22 | 23 | 24 | 25 | 26 | 27 | 28 | 29 | 30 | 31 | 32 | 33 | 34 | 35 | 36 | 37 | 38 |
| --------- | - | - | - | -- | - | -- | -- | -- | -- | -- | -- | -- | -- | -- | -- | -- | -- | -- | -- | -- | -- | -- | -- | -- | -- | -- | -- | -- | -- | -- | -- | -- | -- | -- | -- | -- | -- | -- |
| Luogo     | C | T | C | T  | C | T  | C  | T  | C  | T  | T  | C  | T  | C  | T  | C  | T  | C  | T  | T  | C  | T  | C  | T  | C  | T  | C  | T  | C  | C  | T  | C  | T  | C  | T  | C  | T  | C  |
| Risultato | V | P | V | P  | N | P  | V  | N  | N  | N  | P  | N  | V  | N  | V  | N  | V  | N  | V  | P  | P  | N  | V  | V  | P  | N  | N  | V  | N  | V  | N  | N  | P  | V  | P  | V  | V  | V  |
| Posizione | 1 | 9 | 6 | 10 | 9 | 14 | 10 | 11 | 12 | 12 | 13 | 15 | 12 | 13 | 11 | 13 | 6  | 7  | 4  | 9  | 10 | 11 | 8  | 5  | 8  | 8  | 11 | 7  | 8  | 7  | 7  | 7  | 7  | 7  | 8  | 8  | 5  | 5  |

Legenda:

Luogo: C = Casa; T = Trasferta. Risultato: V = Vittoria; N = Pareggio; P = Sconfitta.

### Statistiche dei giocatori
| T. Ahrens           | 7  | 0  | 0  | 0 |
| M. Baumgarten       | 2  | 0  | 0  | 0 |
| T. Bertram          | 30 | 1  | 5  | 0 |
| O. Caillas          | 33 | 4  | 8  | 2 |
| D. Drexler          | 34 | 8  | 3  | 1 |
| M. Engelhardt       | 17 | 1  | 3  | 0 |
| P. Göbel            | 0  | 0  | 0  | 0 |
| S. Hauck            | 14 | 0  | 0  | 0 |
| J. Humbert          | 3  | 0  | 0  | 0 |
| I. Jovanovic        | 4  | 0  | 0  | 0 |
| P. Klewin           | 0  | 0  | 0  | 0 |
| G. Manno            | 27 | 4  | 4  | 1 |
| S. Morabit          | 32 | 9  | 3  | 0 |
| K. Möhwald          | 5  | 0  | 0  | 0 |
| J. Nietfeld         | 0  | 0  | 0  | 0 |
| H. Oeftger          | 0  | 0  | 0  | 0 |
| P. Ofosu-Ayeh       | 27 | 0  | 5  | 0 |
| J. Oumari           | 29 | 2  | 5  | 0 |
| F. Paradies         | 0  | 0  | 0  | 0 |
| N. Pfingsten-Reddig | 36 | 6  | 7  | 0 |
| M. Rahn             | 11 | 0  | 1  | 0 |
| B. Rauw             | 33 | 0  | 6  | 0 |
| M. Reichwein        | 36 | 17 | 11 | 0 |
| M. Rickert          | 12 | 0  | 0  | 0 |
| T. Schwarz          | 0  | 0  | 0  | 0 |
| A. Sponsel          | 26 | 0  | 2  | 0 |
| T. Ströhl           | 22 | 0  | 2  | 1 |
| R. Tyler            | 0  | 0  | 0  | 0 |
| D. Weidlich         | 34 | 1  | 6  | 0 |
| S. Yohoua           | 2  | 0  | 0  | 0 |
| R. Zedi             | 37 | 1  | 5  | 0 |